# Cerro El Pital
Ne doit pas être confondu avec El Pital.
Le cerro El Pital est une montagne située à proximité de la frontière entre le Honduras et le Salvador et le point culminant de ce dernier pays. Sommet ultra-proéminent, il s'élève à 2 730 mètres d'altitude dans la sierra Madre de Chiapas et est couvert d'une forêt de nuage. En 2004, il a été l'objet d'un phénomène rare dans la région en se recouvrant entièrement de grêle.

## Géographie

### Localisation
Le cerro El Pital se trouve dans la sierra Madre de Chiapas, chaîne de montagnes s'étendant du Mexique au Honduras en traversant le Guatemala et le Salvador. Il appartient à la commune de San Ignacio, dans le département de Chalatenango et est situé à 12 kilomètres de la ville de La Palma et à 86 km de la capitale San Salvador. Une partie de son versant est située au Honduras.

### Hydrographie
De nombreux cours d'eau prennent leur source dans le cerro El Pital : une quinzaine de ruisseaux mais aussi les fleuves El Rosario, Chiquito et Sumpul, qui débouchent sur l'océan Pacifique.

### Climat
Les températures maximales sont comprises entre 10 et 15 °C, les minimales allant de 0 à 5 °C. On relève des précipitations entre 1 000 et 2 000 mm par an. Des températures négatives sont parfois enregistrées, le record de froid ayant été rapporté en janvier 1956, avec une température de −6,1 °C. Le 13 avril 2004, le sommet a été recouvert de grêle, apparaissant comme une couche de neige ou de givre.

### Faune et flore
Par son climat frais, le Pital comporte une forêt humide composée de pins (Pinus ayacahuite, Abies guatemalensis, Pinus tecunumanii), chênes (Quercus ilex), ifs (Taxus globosa) et cyprès.
Certaines plantes en voie d'extinction se trouvent dans la zone du Pital : des hortensias et des cartouches, fleurs endémiques très présentes autour du mont, et une fleur sylvestre unique nommée Carló santo.
On y trouve des Quetzals resplendissants, une espèce d'oiseau menacée, que l'on rencontre principalement dans les hautes montagnes d'Amérique centrale.

## Histoire
Une controverse de plusieurs décennies entre le Honduras et le Salvador a finalement abouti à une décision de la Cour internationale de justice accordant définitivement le sommet au Salvador.
On rencontre de nombreux habitants de la région du cerro El Pital qui ont la particularité d'avoir les yeux verts, les cheveux blonds et la peau claire, pour des raisons de migrations historiques,.

## Écologie et tourisme
La partie la plus haute du mont El Pital est appelée Horqueta et représente une importante attraction touristique, étant le point frontière entre les deux pays.
Le climat frais est apprécié des campeurs, en particulier dans le col séparant les deux sommets proches. L'escalade peut se pratiquer sur la Peña Rajada, un point de vue naturel qui permet d'observer les villages et les plaines du Honduras, du Guatemala et du Salvador. On peut aussi apercevoir le volcan Izalco, appartenant à la cordillère d'Apaneca, en direction du sud-ouest.
Un plan de développement a été mis en place en 1993 entre les trois pays frontaliers, Salvador, Honduras et Guatemala, afin de protéger la fragilité écologique de la région de El Volcán.